# Strypa
Die Strypa (ukrainisch Стрипа; russisch Стрыпа) ist ein linker Nebenfluss des Dnister mit einer Länge von 147 km und einem Einzugsgebiet von 1610 km².
Zwischen Butschatsch und Sboriw fließt sie, über zahlreiche Wasserfälle, durch eine tiefe Schlucht.
In den Jahren 1915–1916 war der Fluss die Frontlinie zwischen der russischen und der österreichisch-ungarischen Armee.